# Гора Охіра (Куре)
Гора Охіра (яп. 大平山, おおひらやま, охіра-яма, «Велика плоска гора») — гора в Японії, на острові Сімо-Камаґарі міста Куре префектури Хіросіма. Висота — 275 м. Найвища гора острова. Центр острівного гірського парку Охіра. На схилах гори розташовані мандаринові сади. У південного підніжжя гори знаходиться портове поселення Великий Дзідзо, у східного — Малий Дзідзо. На півночі розміщенні синтоїстське святилище Касуґа, буддистські монастирі Сьокодзі та Сайхондзі.